# Il passeggero inglese
Il passeggero inglese (English Passengers) è un romanzo storico di Matthew Kneale pubblicato nel 2000. Il libro partecipò alla selezione finale del Booker Prize di quell'anno.
Narrato da 20 personaggi diversi, racconta la storia di un viaggio alla ricerca del giardino dell'Eden in Tasmania e del rapido declino della popolazione indigena di quell'isola.

## Trama
Nel 1857, dopo essere stati multati pesantemente per i loro tentativi di trasportare merci di contrabbando, il capitano Illiam Quillian Kewley e il suo equipaggio sono costretti ad affittare la loro imbarcazione per viaggi. La nave viene presto noleggiata da un gruppo di nobiluomini inglesi guidati da un eccentrico prete, il reverendo Geoffrey Wilson, che è convinto che il Giardino dell'Eden si trovi in Tasmania, e vuole preparare una spedizione trovarlo. Tuttavia, all'insaputa del sacerdote, uno dei suoi compagni di viaggio ha un motivo del tutto diverso per raggiungere l'isola. Il dottor Thomas Potter è un chirurgo di fama che sta sviluppando una tesi sulle razze umane e spera di trovare alcuni esemplari interessanti.
Parallelamente a questa storia, ma temporalmente circa 30 anni prima, sono narrati i ricordi di Peevay, uno dei nativi della Tasmania, che descrive l'impatto devastante del coloni europei sul suo popolo, e la lotta degli aborigeni per adattarsi ai cambiamenti culturali a cui sono stati costretti.
Molti dei capitoli si alternano tra i due diversi periodi di tempo, ma quando la nave alla fine attracca in Tasmania, entrambi i filoni della storia sono riuniti per la conclusione del libro.

## Edizioni
- Matthew Kneale, Il passeggero inglese, Bompiani, 2002,  p. 484, ISBN 88-452-5248-5.